# El investigador Capulina
El investigador Capulina es una película de comedia, acción y misterio mexicana de 1975, producida y escrita por Alfredo Zacarías, dirigida por Gilberto Martínez Solares y protagonizada por Gaspar Henaine «Capulina», Alicia Encinas y Nélida Bottini. En la cual participan los luchadores profesionales, Superzan y Tinieblas, junto a Nathanael León «Frankenstein» y Bettina Haro Oliva (como Minichica). Las escenas de la Lucha Libre Profesional son similares y/o diferentes a las de la película, El luchador fenómeno (1952), de Adalberto Martínez «Resortes» y Wolf Ruvinskis. Ésta fue la última parte de una trilogía de películas de acción y cine de luchadores, precedida por Cada quien su lucha (1966), con Viruta y Capulina, y Santo contra Capulina (1968), de Capulina y El Santo. 

## Trama
Capulina como aprendiz de investigador privado confunde al vicepresidente de una empresa con un ladrón. Sus amigos e ídolos, los luchadores profesionales, Superzán, Tinieblas y Frankenstein, acuden en su auxilio y evitan un asalto. Capulina creyéndose héroe decide instalar una agencia de detectives con la ayuda de su amiga Minichica (Bettina Haro Oliva); un nuevo sospechoso pertenece a una banda que traslada billetes con un rayo. Por azar aparecen en la oficina de Capulina y cree que es un regalo de San Martín de Porres. Los ladrones lo capturan con su amiga Guadalupe (Alicia Encinas). Asi que sus amigos Superzán, Tinieblas, Frankenstein y Minichica lo rescatan y derrotan a los ladrones. Al final Luisito, hermano mudo de Lupe, recupera la voz al reconocer en uno de los ladrones a un hombre que lo atropelló.

## Reparto
- Gaspar Henaine como Capulina
- Alicia Encinas como Guadalupe «Lupe»
- Superzan
- Tinieblas
- Nathanael León «Frankenstein»
- Bettina Haro Oliva como Minichica
- Carlos Agostí
- Armando Acosta
- Nélida Bottini
- Ricardo de Pascual
- Mario García «Harapos»
- Juan Garza
- Arturo Moncada como Luisito, hermano mudo de Lupe
- Silvia Mowat
- Cristobal Ortega
- Miguel Ángel Sanroman
- Guillermo Segura
- Diana Selga
- Mario Vaena